# Enrique Cornelio Osornio Martínez de los Ríos
Enrique Cornelio Osornio Martínez de los Ríos (* 16. September 1868 in Santiago de Querétaro; † 1. April 1945 in Mexiko-Stadt) war ein mexikanischer Politiker und Militärarzt, zuletzt im Dienstgrad General Brigadier Médico Cirujano, welcher dem Dienstgrad Generalarzt entspricht.

## Biografie
Osornio Martínez, Sohn von Jesús Osornio und Refugio Martínez de los Ríos, besuchte das Colegio San Luis Gonzaga und von 1883 bis 1887 das Colegio Civil von Querétaro. Im Anschluss studierte er bis 1892 an der Escuela Nacional de Medicina in Mexiko-Stadt. Das Examen legte er im Jahr 1893 ab. Als Offizieranwärter absolvierte er im Dienstgrad Unterleutnant die Escuela Práctica Médico-Militar am militärischen Lehrkrankenhaus und dann von 1893 bis 1895 die Facharztausbildung zum Augenarzt in den Vereinigten Staaten und in Kanada. 1896 heiratete er María Elvira Camarena Aldana und war in Aguascalientes tätig. Als liberal denkender Politiker war er in Aguascalientes von 1903 bis 1911 lokaler Abgeordneter und von 1910 bis 1911 auch stellvertretender Gouverneur des gleichnamigen Bundesstaates.
Während der Revolutionskämpfe diente er ab 1914 zunächst im Dienstgrad Mayor Médico Cirujano (Oberstabsarzt) als Militärarzt auf Seiten der Revolutionskräfte in mehreren Gefechten, wurde Ende des Jahres zum Oberfeldarzt, 1915 zum Oberstarzt und 1916 zum Generalarzt befördert. Vom 1. Juni 1916 bis zum 11. Dezember 1917 sowie vom 4. Dezember 1920 bis zum 16. Dezember 1934 war er Leiter des Sanitätsdienstes im Secretaría de Guerra y Marina. Osornio Martínez war einer der beiden Begründer der Escuela Constitucionalista Médico Militar, lehrte dort als Professor für Pathologie, medizinische Therapie und Augenheilkunde und war auch Leiter der Hochschule. 1933 und 1934 war er Leiter der Gaceta Médico Militar, dem Organ des Militärsanitätswesens.

## Auszeichnungen
- Goldmedaille Erster Klasse des Spanischen Roten Kreuzes (1924)